# 贝菲尔德 (科罗拉多州)
贝菲尔德（英語：Bayfield），是美国科罗拉多州拉普拉塔县下属的一座城市。建市于1906年8月18日，面积大约为1.441平方英里（3.733平方公里）。根据2010年美国人口普查，该市有人口2,333人。2011年估计该市有人口2,361人，相比2010年人口增长率为1.20%。同时，论人口该市是科罗拉多州第106大城市。